# Fred Höfler
Fred Höfler (* 2. September 1955) ist ein deutscher Manager und Fußballfunktionär.

## Leben
Höfler war von 2003 bis 2019 Geschäftsführer von Tucher Bräu.
Am 17. Juli 2018 wurde er als Nachfolger von Helmut Hack als neuer Präsident des SpVgg Greuther Fürth vorgestellt. Das Amt trat er am 1. August 2018 an. Im November 2022 endete seine Amtszeit als Präsident der SpVgg Greuther Fürth, zu einer Wiederwahl stand Höfler nicht mehr zur Verfügung. Sein Nachfolger wurde der bisherige Vize-Präsident Volker Heißmann.